# ヘムスリンゲン
ヘムスリンゲン (ドイツ語: Hemslingen) は、ドイツ連邦共和国ニーダーザクセン州のローテンブルク（ヴュンメ）郡に属す町村（以下、本項では便宜上「町」と記述する）である。ザムトゲマインデ・ボテルを構成する町村の一つであり、同ザムトゲマインデで2番目に広い町村である。

## 地理

### 位置
ヘムスリンゲンはローテンブルク (ヴュンメ)の南東約14kmに位置する。この町を構成する2つの集落の間をブルーフヴィーゼンバッハ川が流れている。この町の最高地点は海抜52.8mのホラーベルクである。

### 町の構成
ヘムスリンゲンの町はヘムスリンゲンとゼーリンゲンの2つの集落からなる。

## 行政

### 議会
この町の町議会は11議席からなる。

### 紋章
銀の斜め波帯で二分割。向かって右上は緑地に白黒で描かれたヨシ葺き屋根の2階建ての寄棟造の木組み建築。向かって左下は、赤地に白黒で描かれた切妻屋根と互いに垂直に並んだ小窓を持つ4階建て木組み建築。

## 経済と社会資本
この町の地中に天然ガスがある。ヘムスリンゲン周辺地域はドイツ最大の天然ガス田である。

## 引用
1. ↑  Landesamt für Statistik Niedersachsen, LSN-Online Regionaldatenbank, Tabelle A100001G: Fortschreibung des Bevölkerungsstandes, Stand 31. Dezember 2023